# Carmimari
Carmimari è un'azienda italiana produttrice di attrezzature per la scherma, fondata nel 1938 da Sergio Carmina a Milano.

## Storia
Sergio Carmina, appassionato schermidore e tecnico, nel 1938 fonda l'azienda Carmimari con l'amico Lucio Marini. La figlia di Carmina, anche lei schermitrice, ha continuato la tradizione del fondatore.

## Invenzioni
Nel 1938 Sergio Carmina brevetta il fioretto elettrico, il primo sistema di segnalazione nel suo genere. Nel 1952 l'azienda Carmimari vince il bando della FIE per l'invenzione del fioretto elettrico, e nel 1955 questo sistema di segnalazione viene definitivamente adottato in tutto il mondo.
Carmimari introdusse anche i rulli da scherma e apparecchi di segnalazione utilizzati durante le Olimpiadi di Roma del 1960.